# Bujarrona

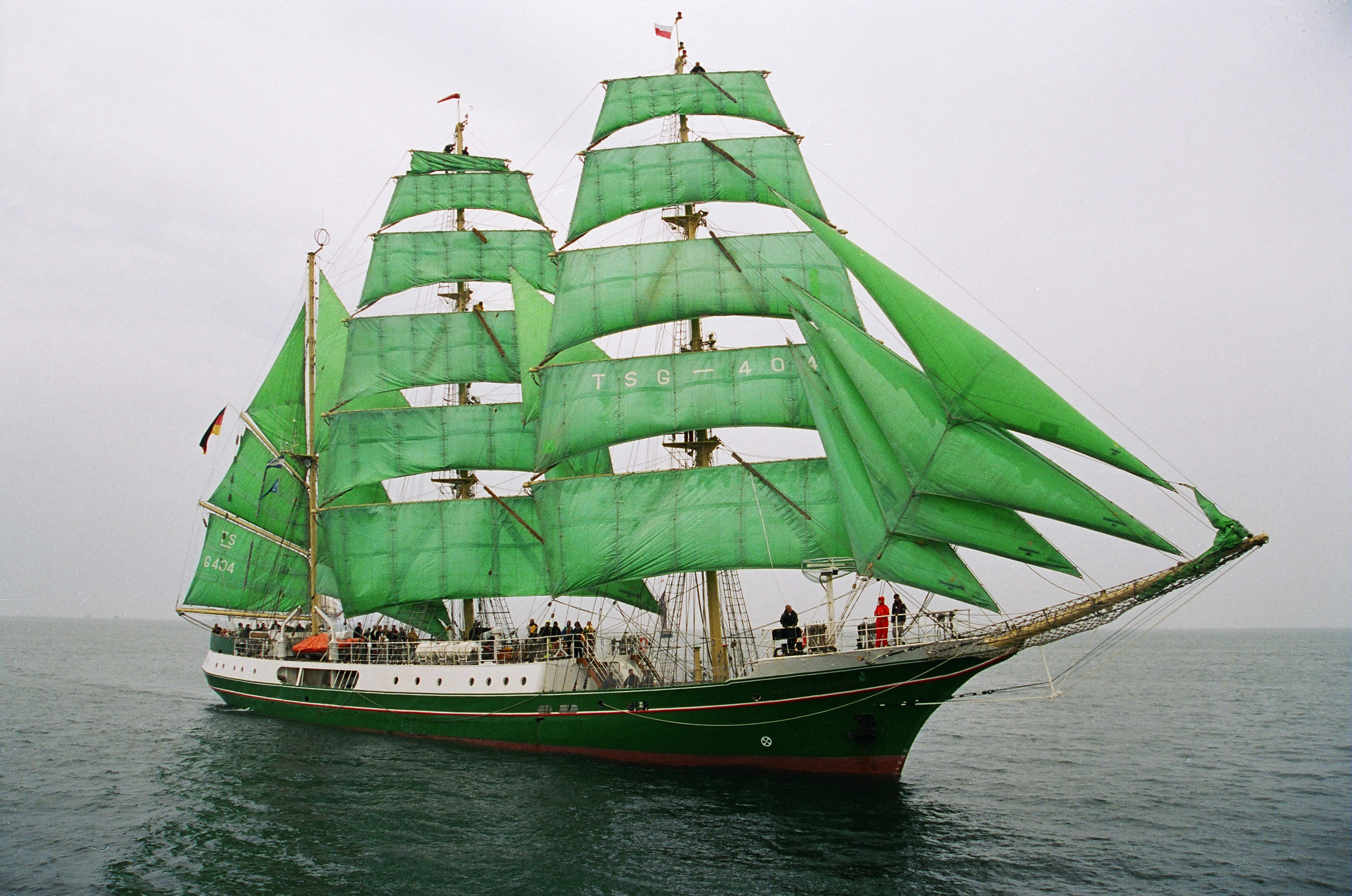
A barca Alexander von Humboldt, com quatro bujarronas e uma quinta enrolada no gurupés.

A bujarrona, ou apenas buja, é uma vela latina, de formato triangular, que se iça à proa e fica presa ao estai de proa.